# A Volta do Boêmio
A Volta do Boêmio é um álbum do cantor brasileiro Nélson Gonçalves, lançado em 1967. A faixa título, originalmente lançada em 1956, tornou-se uma das mais conhecidas do cantor e parte do repertório padrão das serestas, junto com "Fica Comigo Esta Noite".
O disco também representou uma retomada na carreira de Nélson, que havia se envolvido com drogas e chegou a ser preso em 1965. A Volta do Boêmio foi um sucesso de vendas e recolocou o cantor nas paradas de sucesso do Brasil.

## Faixas
| Lado A |                      |         |  |
| N.º    | Título               | Duração |  |
| 1.     | "Meu Vício É Você"   | 2:59    |  |
| 2.     | "Escultura"          | 3:27    |  |
| 3.     | "Flor do Meu Bairro" | 3:21    |  |
| 4.     | "Mariposa"           | 2:40    |  |
| 5.     | "Queixas"            | 3:02    |  |
| 6.     | "Enigma"             | 3:01    |  |

| Lado B         |                          |         |  |
| N.º            | Título                   | Duração |  |
| 7.             | "A Volta do Boêmio"      | 2:59    |  |
| 8.             | "Fica Comigo Esta Noite" | 2:47    |  |
| 9.             | "Chore Comigo"           | 3:06    |  |
| 10.            | "Deusa do Asfalto"       | 3:01    |  |
| 11.            | "Êxtase"                 | 3:26    |  |
| 12.            | "Ultimato"               | 3:23    |  |
| Duração total: | Duração total:           | 37:12   |  |

Todas as faixas compostas por Adelino Moreira, exceto 2, 4, 8 e 11, por Moreira e Nélson Gonçalves.

## Ficha técnica
- Coordenação – Geraldo Santos
- Arte – Joselito
- Foto – Mafra